# Melina Matsoukas
Melina Matsoukas (14 januari 1981) is een Amerikaans regisseuse van videoclips. Ze werkt sinds 2006 bij Black Dog Films. 

## Discografie
2006
- "Dem Girls" - Red Handed feat. Paul Wall & Scooby
- "Go 'Head" - Ali feat. Gipp
- "Need a Boss" - Shareefa
- "Cry No More" - Shareefa
- "Hey Hey" - 216
- "Money Maker" - Ludacris feat. Pharrell
- "Dangerous" - Ying Yang Twins feat. Wyclef Jean
- "Help" - Lloyd Banks

2007
- "Because of You" - Ne-Yo
- "Green Light" (co-directed by Beyoncé) - Beyoncé
- "Kitty Kat" (co-directed by Beyoncé) - Beyoncé
- "Suga Mama" (co-directed by Beyoncé) - Beyoncé
- "Upgrade U" (co-directed by Beyoncé) - Beyoncé
- "Tambourine" - Eve
- "Do You" - Ne-Yo
- "Bleeding Love" - Leona Lewis
- "Hold It Don't Drop It" - Jennifer Lopez
- "Sensual Seduction" - Snoop Dogg
- "How Do I Breathe" - Mario

2008
- "In My Arms" - Kylie Minogue
- "Wow" - Kylie Minogue
- "Modern World" - Anouk
- "Closer" - Ne-Yo
- "I Decided" - Solange Knowles
- "Just Dance" - Lady Gaga
- "Energy" - Keri Hilson
- "Good Good - Ashanti
- "Beautiful, Dirty, Rich" - Lady Gaga
- "Go Girl" - Ciara feat. T-Pain
- "Return the Favor" - Keri Hilson feat. Timbaland
- "Diva" - Beyoncé
- "Thinking of You" - Katy Perry

2009
- "I Will Be" - Leona Lewis
- "So Good" - Electrik Red
- "Not Fair" - Lily Allen
- "Work" - Ciara
- "Million Dollar Bill" - Whitney Houston
- "Video Phone" - Beyoncé ft. Lady Gaga
- "Hard" - Rihanna feat. Young Jeezy

2010
- "Rude Boy" - Rihanna
- "Rockstar 101" - Rihanna

2011
- "S&M" - Rihanna
- "We Found Love" - Rihanna

- Gemeinsame Normdatei: 1216582610
- International Standard Name Identifier: 0000 0004 9331 2475
- Library of Congress Control Number: no2017140482
- MusicBrainz: 44215229-8dd8-4f4b-a2c7-3519e515f71a
- Système universitaire de documentation: 249445360
- Virtual International Authority File: 2017151002102230280003
- WorldCat: E39PBJcwwQkPHfBjxcp8Jr6dwC